# Grand Prix-wegrace van Oostenrijk 1987
De Grand Prix-wegrace van Oostenrijk 1987 was de vijfde Grand Prix van het wereldkampioenschap wegrace-seizoen 1987. De races werden verreden op 6- en 7 juni 1987 op de Salzburgring nabij Salzburg.

## Algemeen
Milieuactivisten hadden afgedwongen dat er in het rennerskwartier van Salzburg tussen 20.00 uur en 07.00 uur geen motoren gestart mochten worden. Dat was lastig voor monteurs die gewend waren 's avonds en zelfs 's nachts door te werken om de racemotoren klaar te maken. Bovendien werd de luchtkwaliteit gemeten. De 80cc-klasse moest al op zaterdag rijden, wat op weinig begrip stuitte, want net als in de GP des Nations was er op zondag genoeg tijd, want daar stonden twee nationale races gepland. Op donderdag en vrijdagochtend regende het, maar op zaterdag en zondag was het droog. In Oostenrijk kwamen alle klassen aan de start en de winnaars van de soloklassen waren dezelfde als in de genoemde GP des Nations. In de zijspanklasse scoorden Rolf Biland en Kurt Waltisperg eindelijk weer een overwinning. 

## 500cc-klasse
Opnieuw stond het hele HRC-team inclusief twee Honda NSR 500-racers, monteurs en PR-man tevergeefs te wachten op Freddie Spencer, die pas op het laatste moment had laten weten dat zijn tijdens de Duitse Grand Prix geblesseerde knie nog niet voldoende genezen was. De hoofdrollen waren voor Randy Mamola en Wayne Gardner, die in de training al dicht bij elkaar stonden en ook voor een - op het oog - spannende race zorgden. Daarbij kon regerend wereldkampioen Eddie Lawson geen rol spelen, hij gaf al na de eerste ronde op. 

### De training
Zoals men al had verwacht, had Kenny Roberts gekozen voor Richard Scott als vervanger voor de geblesseerde Mike Baldwin op de tweede Lucky Strike-Yamaha. Tijdens de natte trainingen op donderdag en vrijdag ging dat uitstekend, tot Scott in de chicane viel over de machine van de gevallen Dietmar Marehard, waarbij hij zijn heup kneusde. Ook Manfred Fischer en Josef Doppler vielen over de ravage. Tijdens de droge trainingen waren de verschillen tussen de Honda van Wayne Gardner en de Yamaha's van Randy Mamola en Eddie Lawson niet al te groot, maar vierde man Shunji Yatsushiro had al bijna een seconde achterstand. Ron Haslam trainde met de nieuwe ELF 4, maar koos in de race voor de Honda NSR 500-fabrieksracer. 

#### Trainingstijden
| Pos | Coureur             | Merk                        | Tijd    |
| --- | ------------------- | --------------------------- | ------- |
| 1.  | Wayne Gardner       | Rothmans-HRC-Honda          | 1"21'46 |
| 2.  | Randy Mamola        | Roberts-Lucky Strike-Yamaha | 1"21'77 |
| 3.  | Eddie Lawson        | Agostini-Marlboro-Yamaha    | 1"21'83 |
| 4.  | Shunji Yatsushiro   | Rothmans-HRC-Honda          | 1"22'50 |
| 5.  | Rob McElnea         | Agostini-Marlboro-Yamaha    | 1"22'57 |
| 6.  | Niall Mackenzie     | Gallina-HB-HRC-Honda        | 1"22'77 |
| 7.  | Christian Sarron    | Gauloises-Sonauto-Yamaha    | 1"22'96 |
| 8.  | Pierfrancesco Chili | Gallina-HB-HRC-Honda        | 1"22'97 |
| 9.  | Ron Haslam          | ELF-HRC-Honda               | 1"22'98 |
| 10. | Tadahiko Taira      | Agostini-Marlboro-Yamaha    | 1"23'04 |

### De race
Voor de opwarmronde werd Eddie Lawson door een monteur aangeduwd, wellicht een voorbode van de rampspoed die hem wachtte, want na die ronde werden snel bougies gewisseld. Opnieuw maakte Ron Haslam vanaf de negende startpositie een bliksemstart, maar hij werd eerst ingerekend door Randy Mamola en daarna door Wayne Gardner en Niall Mackenzie. Haslam en Mackenzie vielen terug, maar Mamola bleef in gevecht met Gardner tot enkele ronden voor het einde, temeer omdat Gardner wat moeite had met het passeren van achterblijvers. Lawson was al na een ronde naar het rennerskwartier gereden, zonder zich bij zijn pitcrew af te melden.

#### Uitslag 500cc-klasse
| Pos | Coureur             | Merk                        | Tijd      | Grid | Punten |
| --- | ------------------- | --------------------------- | --------- | ---- | ------ |
| 1   | Wayne Gardner       | Rothmans-HRC-Honda          | 39"57'89  | 1    | 15     |
| 2   | Randy Mamola        | Roberts-Lucky Strike-Yamaha | 40"00'26  | 2    | 12     |
| 3   | Niall Mackenzie     | Gallina-HB-HRC-Honda        | 40"11'10  | 6    | 10     |
| 4   | Ron Haslam          | ELF-HRC-Honda               | 40"17'26  | 9    | 8      |
| 5   | Rob McElnea         | Agostini-Marlboro-Yamaha    | 40"22'26  | 5    | 6      |
| 6   | Christian Sarron    | Gauloises-Sonauto-Yamaha    | 40"32'10  | 7    | 5      |
| 7   | Shunji Yatsushiro   | Rothmans-HRC-Honda          | 40"42'07  | 4    | 4      |
| 8   | Roger Burnett       | Rothmans-HRC-Honda          | 40"54'52  | 12   | 3      |
| 9   | Tadahiko Taira      | Agostini-Marlboro-Yamaha    | 40"54'86  | 10   | 2      |
| 10  | Pierfrancesco Chili | Gallina-HB-HRC-Honda        | 40"55'09  | 8    | 1      |
| 11  | Richard Scott       | Roberts-Lucky Strike-Yamaha | 41"09'82  | 15   |        |
| 12  | Didier de Radiguès  | Bastos-Cagiva               | 41"16'35  | 17   |        |
| 13  | Fabio Biliotti      | Honda                       | +1 ronde  | 20   |        |
| 14  | Wolfgang von Muralt | Suzuki                      | +1 ronde  | 19   |        |
| 15  | Alessandro Valesi   | Iberna-Honda                | +1 ronde  | 21   |        |
| 16  | Karl Truchsess      | Honda                       | +1 ronde  | 22   |        |
| 17  | Simon Buckmaster    | Duckhams-Honda              | +1 ronde  | 28   |        |
| 18  | Manfred Fischer     | Honda                       | +1 ronde  | 24   |        |
| 19  | Gerold Fisher       | Honda                       | +1 ronde  | 25   |        |
| 20  | Hervé Guilleux      | Fior-SNCF-Honda             | +1 ronde  | 23   |        |
| 21  | Silvo Habat         | Honda                       | +2 ronden | 29   |        |
| 22  | Maarten Duyzers     | HDJ-Honda                   | +2 ronden | 33   |        |
| 23  | Georg Jung          | Honda                       | +2 ronden | 30   |        |
| 24  | Steve Manley        | Suzuki                      | +2 ronden | 34   |        |
| 25  | Rudolf Zeller       | Honda                       | +2 ronden | 37   |        |

#### Niet gefinished
| Coureur           | Merk                     | Oorzaak | Grid |
| ----------------- | ------------------------ | ------- | ---- |
| Eddie Lawson      | Agostini-Marlboro-Yamaha | Opgave  | 3    |
| Christopher Bürki | Honda                    |         | 27   |
| Josef Doppler     | Honda                    |         | 32   |
| Marco Gentile     | Lucky Strike-Fior-Honda  | Opgave  | 18   |
| Kenny Irons       | Heron-Suzuki             | Opgave  | 14   |
| Frans Kaserer     | Suzuki                   |         | 36   |
| Bruno Kneubühler  | Honda                    | Opgave  | 16   |
| Gustav Reiner     | Hein Gericke-Honda       | Val     | 13   |
| Raymond Roche     | Bastos-Cagiva            | Opgave  | 11   |
| Andreas Leuthe    | Honda                    |         | 35   |
| Michael Rudroff   | Honda                    |         | 26   |
| Helmut Schütz     | Honda                    |         | 31   |

#### Niet gekwalificeerd
| Coureur           | Merk  |
| ----------------- | ----- |
| Dietmar Marehardt | Honda |
| Fabio Barchitta   | Honda |

#### Niet deelgenomen
| Coureur         | Merk      | Oorzaak  |
| --------------- | --------- | -------- |
| Freddie Spencer | HRC-Honda | Blessure |

### Top tien tussenstand 500cc-klasse
| Pos | Coureur             | Merk                        | Ptn |
| --- | ------------------- | --------------------------- | --- |
| 1   | Wayne Gardner       | Rothmans-HRC-Honda          | 58  |
| 2   | Randy Mamola        | Roberts-Lucky Strike-Yamaha | 44  |
| 3   | Ron Haslam          | ELF-HRC-Honda               | 40  |
| 4   | Eddie Lawson        | Agostini-Marlboro-Yamaha    | 39  |
| 5   | Tadahiko Taira      | Agostini-Marlboro-Yamaha    | 24  |
| 6   | Niall Mackenzie     | Gallina-HB-HRC-Honda        | 23  |
| 7   | Rob McElnea         | Agostini-Marlboro-Yamaha    | 20  |
| 8   | Pierfrancesco Chili | Gallina-HB-HRC-Honda        | 18  |
| 9   | Christian Sarron    | Gauloises-Sonauto-Yamaha    | 15  |
| 10  | Roger Burnett       | Rothmans-HRC-Honda          | 11  |

## 250cc-klasse
Veel meer dan in de 500cc-klasse werd in Oostenrijk duidelijk dat Yamaha op hogesnelheidscircuits in het nadeel was ten opzichte van Honda en de Aprilia van Loris Reggiani. Regerend wereldkampioen Carlos Lavado kwam niet verder dan de achtste plaats.

### De training
Desondanks wisten de Yamaha's in de trainingen nog redelijk bij te blijven. Zelfs Martin Wimmer, die zijn gebroken been had ingepakt in een opblaasbaar manchet en bovendien zijn Yamaha YZR 250 had laten ombouwen zodat hij rechts kon schakelen, wist zich binnen 1,1 seconde van Toni Mang te kwalificeren. Carlos Lavado kwalificeerde zich zelfs als tweede, voor Loris Reggiani, wiens Aprilia wel altijd snel, maar ook onbetrouwbaar was. 

#### Trainingstijden
| Pos | Coureur          | Merk                           | Tijd    |
| --- | ---------------- | ------------------------------ | ------- |
| 1.  | Toni Mang        | Rothmans-HRC-Honda Deutschland | 1"26'36 |
| 2.  | Carlos Lavado    | HB-Venemotos-Yamaha            | 1"26'67 |
| 3.  | Loris Reggiani   | Aprilia-Rotax                  | 1"26'76 |
| 4.  | Jacques Cornu    | Parisienne-HRC-Honda           | 1"26'77 |
| 5.  | Carlos Cardús    | Nieto-Ducados-HRC-Honda        | 1"27'12 |
| 6.  | Luca Cadalora    | Agostini-Marlboro-Yamaha       | 1"27'15 |
| 7.  | Reinhold Roth    | HB-Römer-HRC-Honda             | 1"27'20 |
| 8.  | Dominique Sarron | Rothmans-HRC-Honda             | 1"27'35 |
| 9.  | Sito Pons        | Campsa-HRC-Honda               | 1"27'46 |
| 10. | Martin Wimmer    | Agostini-Marlboro-Yamaha       | 1"27'47 |

### De race
Carlos Lavado en Loris Reggiani stonden weliswaar op de eerste startrij, maar startten slecht, waardoor ze een inhaalrace moesten beginnen op een enorme kopgroep, die bestond uit Luca Cadalora, Carlos Cardús, Toni Mang, Stéphane Mertens, Sito Pons, Reinhold Roth, Dominique Sarron en Martin Wimmer. Cardús nam even de leiding, maar die werd overgenomen door Toni Mang. Mertens, Wimmer en Garriga verloren het contact met de voorste groep en werden als eersten ingerekend door Lavado en Reggiani. Cadalora kwam in de Nocksteinkurve (bocht 6) ten val. Lavado slaagde er niet in de voorste groep te bereiken, maar dat lukte Reggiani wel. Op het moment dat hij aansluiting vond zette Mang alles op alles om weg te lopen van zijn achtervolgers door ze uit zijn slipstream te houden. Dat lukte, door over de hele baan te slingeren kon hij enkele seconden voorsprong opbouwen, maar Reggiani zat intussen op de tweede plaats. Nu de Aprilia eindelijk eens heel bleef bleek hij inderdaad snel genoeg voor een podiumplaats, maar de hele groep van de tweede tot en met de zesde plaats finishte binnen 1,2 seconde. Martin Wimmer pakte een punt, een uitstekende prestatie omdat hij moest leren rechts te schakelen en met zijn ingepakte linker voet de achterrem niet kon gebruiken. 

#### Uitslag 250cc-klasse
| Pos | Coureur              | Merk                           | Tijd     | Grid | Punten |
| --- | -------------------- | ------------------------------ | -------- | ---- | ------ |
| 1   | Toni Mang            | Rothmans-HRC-Honda Deutschland | 35"01'18 | 1    | 15     |
| 2   | Loris Reggiani       | Aprilia-Rotax                  | 35"06'64 | 3    | 12     |
| 3   | Reinhold Roth        | HB-Römer-HRC-Honda             | 35"06'86 | 7    | 10     |
| 4   | Sito Pons            | Campsa-HRC-Honda               | 35"07'15 | 9    | 8      |
| 5   | Carlos Cardús        | Nieto-Ducados-HRC-Honda        | 35"07'37 | 5    | 6      |
| 6   | Jacques Cornu        | Parisienne-HRC-Honda           | 35"07'64 | 4    | 5      |
| 7   | Dominique Sarron     | Rothmans-HRC-Honda             | 35"07'87 | 8    | 4      |
| 8   | Carlos Lavado        | HB-Venemotos-Yamaha            | 35"28'37 | 2    | 3      |
| 9   | Stéphane Mertens     | Katayama-Armstrong-HRC-Honda   | 35"44'21 | 13   | 2      |
| 10  | Martin Wimmer        | Agostini-Marlboro-Yamaha       | 35"44'43 | 10   | 1      |
| 11  | Juan Garriga         | Ducados-Yamaha                 | 35"44'71 | 11   |        |
| 12  | Hans Lindner         | Honda                          | 35"51'56 | 14   |        |
| 13  | Englebert Neumair    | Rotax                          | 35"53'46 | 20   |        |
| 14  | Jean-François Baldé  | Defi-Rotax                     | 35"53'73 | 16   |        |
| 15  | Wilhelm Hoerhager    | Honda                          | 35"54'94 | 22   |        |
| 16  | Guy Bertin           | Honda                          | 35"55'22 | 25   |        |
| 17  | Manfred Herweh       | Levior-Honda                   | 36"06'69 | 19   |        |
| 18  | Maurizio Vitali      | FMI-Garelli                    | 36"07'00 | 15   |        |
| 19  | Donnie McLeod        | Honda                          | 36"07'46 | 23   |        |
| 20  | Jochen Schmid        | Yamaha                         | 36"97'91 | 30   |        |
| 21  | Helmut Bradl         | Honda                          | 36"08'10 | 18   |        |
| 22  | Jean-Philippe Ruggia | Gauloises-Sonauto-Yamaha       | 36"08'07 | 35   |        |
| 23  | Josef Hutter         | Honda                          | 36"08'74 | 28   |        |
| 24  | Karl Thomas Bacher   | Rotax                          | 36"08'97 | 21   |        |
| 25  | Jean-Michel Mattioli | Yamaha                         | 36"09'24 | 32   |        |
| 26  | Stefan Klabacher     | Rotax                          | 36"11'11 | 17   |        |
| 27  | Harald Eckl          | Honda                          | 36"11'50 | 27   |        |
| 28  | Gary Cowan           | Honda                          | 36"14'26 | 26   |        |
| 29  | Urz Luzi             | Honda                          | 36"14'53 | 29   |        |
| 30  | Urs Jucker           | Yamaha                         | +1 ronde | 31   |        |
| 31  | Siegfried Minich     | Honda                          | +1 ronde | 33   |        |

#### Niet gefinished
| Coureur        | Merk                     | Oorzaak | Grid |
| -------------- | ------------------------ | ------- | ---- |
| Luca Cadalora  | Agostini-Marlboro-Yamaha | Val     | 6    |
| René Delaby    | Yamaha                   |         | 36   |
| Konrad Hefele  | Honda                    |         | 34   |
| Patrick Igoa   | Gauloises-Sonauto-Yamaha | Val     | 12   |
| Iván Palazzese | Yamaha                   |         | 24   |

#### Niet gekwalificeerd
| Coureur           | Merk         |
| ----------------- | ------------ |
| Alberto Rota      | Honda        |
| Kevin Mitchell    | Yamaha       |
| Andreas Preining  | Rotax        |
| Jean Foray        | Yamaha       |
| Werner Felber     | Rotax        |
| Stefano Caracchi  | Honda        |
| Bernard Haenggeli | Yamaha       |
| Fausto Ricci      | Iberna-Honda |
| Alain Bronec      | Honda        |

### Top tien tussenstand 250cc-klasse
| Pos | Coureur          | Merk                           | Ptn |
| --- | ---------------- | ------------------------------ | --- |
| 1   | Toni Mang        | Rothmans-HRC-Honda Deutschland | 48  |
| 2   | Reinhold Roth    | HB-Römer-HRC-Honda             | 45  |
| 3   | Sito Pons        | Campsa-HRC-Honda               | 32  |
| 4   | Jacques Cornu    | Parisienne-HRC-Honda           | 30  |
| 5   | Martin Wimmer    | Agostini-Marlboro-Yamaha       | 22  |
| 5   | Dominique Sarron | Rothmans-HRC-Honda             | 22  |
| 7   | Luca Cadalora    | Agostini-Marlboro-Yamaha       | 18  |
| 7   | Juan Garriga     | Ducados-Yamaha                 | 18  |
| 7   | Carlos Cardús    | Nieto-Ducados-HRC-Honda        | 18  |
| 10  | Masaru Kobayashi | HRC-Honda                      | 15  |
| 10  | Patrick Igoa     | Gauloises-Sonauto-Yamaha       | 15  |

## 125cc-klasse
August Auinger was erop gebrand eindelijk eens zijn thuis-GP te winnen, maar hij was met zijn Bartol-MBA niet opgewassen tegen de fabrieksracers van Paolo Casoli, Bruno Casanova en Fausto Gresini. 

### De training
De trainingen verliepen al erg spannend, waarbij de top drie zich binnen 0,06 seconden kwalificeerden. August Auinger moest zich tevreden stellen met de vierde trainingstijd. In het Pileri-MBA-team nam Paolo Casoli de rol over van Domenico Brigaglia, die nog steeds vrij ernstig geblesseerd was (twee gekneusde ribben), maar die zich desonanks in de top tien kwalificeerde. 

#### Trainingstijden
| Pos | Coureur            | Merk               | Tijd    |
| --- | ------------------ | ------------------ | ------- |
| 1.  | Paolo Casoli       | Pileri-AGV-LCR-MBA | 1"32'14 |
| 2.  | Bruno Casanova     | FMI-Garelli        | 1"32'16 |
| 3.  | Fausto Gresini     | FMI-Garelli        | 1"32'20 |
| 4.  | August Auinger     | Bartol-MBA         | 1"32'37 |
| 5.  | Pier Paolo Bianchi | MBA                | 1"32'81 |
| 6.  | Adi Stadler        | MBA                | 1"33'81 |
| 7.  | Thierry Feuz       | LCR-MBA            | 1"34'07 |
| 8.  | Willy Pérez        | LCR-MBA            | 1"34'07 |
| 9.  | Lucio Pietroniro   | Johnson-MBA        | 1"34'71 |
| 10. | Domenico Brigaglia | Pileri-AGV-LCR-MBA | 1"32'82 |

### De race
De kopgroep in de race bestond uit de vier rijders met de snelste trainingstijden: Bruno Casanova, Fausto Gresini, Paolo Casoli en August Auinger. De twee Garelli-rijders vielen elkaar niet aan, maar hielpen elkaar en vanaf de twaalfde ronde begonnen ze weg te lopen van Casoli en Auinger. Ze braken in de laatste ronde het ronderecord en finishten zeventien seconden voor Casoli, die de slipstreamende Auinger net achter zich wist te houden. Domenico Brigaglia werd ondanks zijn blessure toch nog vijfde, voor zijn stalgenoot Andrés Sánchez. 

#### Uitslag 125cc-klasse
| Pos | Coureur                | Merk                   | Tijd      | Grid | Punten |
| --- | ---------------------- | ---------------------- | --------- | ---- | ------ |
| 1   | Fausto Gresini         | FMI-Garelli            | 33"57'20  | 3    | 15     |
| 2   | Bruno Casanova         | FMI-Garelli            | 33"58'82  | 2    | 12     |
| 3   | Paolo Casoli           | Pileri-AGV-LCR-MBA     | 34"14'67  | 1    | 10     |
| 4   | August Auinger         | Bartol-MBA             | 34"14'98  | 4    | 8      |
| 5   | Domenico Brigaglia     | Pileri-AGV-LCR-MBA     | 34"49'10  | 10   | 6      |
| 6   | Andrés Sánchez         | Pileri-Ducados-LCR-MBA | 34"54'65  | 13   | 5      |
| 7   | Adi Stadler            | MBA                    | 35"08'20  | 6    | 4      |
| 8   | Thierry Feuz           | LCR-MBA                | 35"16'68  | 7    | 3      |
| 9   | Johnny Wickström       | MBA                    | 35"16'89  | 18   | 2      |
| 10  | Willy Pérez            | MBA                    | 35"17'10  | 8    | 1      |
| 11  | Olivier Liégeois       | Assmex-MBA             | 35"17'38  | 11   |        |
| 12  | Mike Leitner           | MBA                    | 35"17'61  | 14   |        |
| 13  | Ivan Troisi            | MBA                    | 35"30'09  | 29   |        |
| 14  | Flemming Kistrup       | MBA                    | 35"33'07  | 21   |        |
| 15  | Peter Sommer           | MBA                    | +1 ronde  | 22   |        |
| 16  | Jean-Claude Selini     | MBA                    | +1 ronde  | 20   |        |
| 17  | Esa Kytölä             | MBA                    | +1 ronde  | 23   |        |
| 18  | Karl Dauer             | MBA                    | +1 ronde  | 25   |        |
| 19  | Fernando Gonzales      | JJ Cobas               | +1 ronde  | 34   |        |
| 20  | Peter Zwidl            | MBA                    | +1 ronde  | 19   |        |
| 21  | Robin Milton           | MBA                    | +1 ronde  | 30   |        |
| 22  | Håkan Olsson           | Starol                 | +1 ronde  | 24   |        |
| 23  | Christian Le Badezet   | MBA                    | +1 ronde  | 27   |        |
| 24  | Hubert Abold           | Honda                  | +1 ronde  | 33   |        |
| 25  | Thomas Møller-Pedersen | MBA                    | +1 ronde  | 32   |        |
| 26  | Helmut Hovenga         | Seel                   | +2 ronden | 17   |        |

#### Niet gefinished
| Coureur            | Merk             | Oorzaak | Grid |
| ------------------ | ---------------- | ------- | ---- |
| Peter Balaz        | MBA              |         | 28   |
| Pier Paolo Bianchi | MBA              |         | 5    |
| Alexander Eschig   | MBA              |         | 35   |
| Jussi Hautaniemi   | Pennzoil-LCR-MBA | Val     | 12   |
| Norbert Peschke    | Seel             |         | 15   |
| Lucio Pietroniro   | Johnson-MBA      | Val     | 9    |
| Ezio Gianola       | Honda            | Val     | 26   |
| Ton Spek           | MBA              | Val     | 36   |

#### Niet gestart
| Coureur           | Merk |
| ----------------- | ---- |
| Gastone Grassetti | MBA  |
| Dirk Hafeneger    | MBA  |

#### Niet gekwalificeerd
| Coureur             | Merk      |
| ------------------- | --------- |
| Paul Bordes         | MBA       |
| Jacques Hutteau     | MBA       |
| Karl Bubenicek      | MBA       |
| Alfred Waibel       | Special   |
| Allan Scott         | EMC-Rotax |
| Alfred Gangelberger | MBA       |
| Marco Cipraini      | MBA       |
| Robin Appleyard     | MBA       |
| Werner Schmied      | Rotax     |
| Robert Hmeljak      | MBA       |
| Heinz Pristavnik    | MBA       |
| Manfred Braun       | MBA       |
| Manuel Hernández    | Benetti   |
| Gerd Kafka          | Kazuo     |

### Top tien tussenstand 125cc-klasse
| Pos | Coureur            | Merk                   | Ptn |
| --- | ------------------ | ---------------------- | --- |
| 1   | Fausto Gresini     | FMI-Garelli            | 60  |
| 2   | Bruno Casanova     | FMI-Garelli            | 42  |
| 3   | August Auinger     | Bartol-MBA             | 34  |
| 4   | Domenico Brigaglia | Pileri-AGV-LCR-MBA     | 32  |
| 5   | Pier Paolo Bianchi | MBA                    | 20  |
| 5   | Paolo Casoli       | Pileri-AGV-LCR-MBA     | 20  |
| 7   | Andrés Sánchez     | Pileri-Ducados-LCR-MBA | 15  |
| 8   | Thierry Feuz       | LCR-MBA                | 10  |
| 9   | Jussi Hautaniemi   | Pennzoil-LCR-MBA       | 7   |
| 10  | Adi Stadler        | MBA                    | 6   |

## 80cc-klasse
De 80cc-klasse had een dag minder tijd om te trainen, want ze moest al op zaterdag, tussen de trainingen van de andere klassen door, rijden. Dat betekende dat alle trainingen in de regen hadden plaatsgevonden, terwijl de racedag droog was. Zowel in de trainingen als in de race was Jorge Martínez de sterkste.

### De training
In de training was Martínez bijna een halve seconde sneller dan Stefan Dörflinger, maar het leek er toch op dat de Krausers net als in de Duitse GP wat meer tegenstand konden bieden tegen de Derbi's. Zo reed Gerhard Waibel de vierde tijd, maar opmerkelijk was ook de vijfde startplaats van de jonge Alex Barros met zijn Casal. Hans Spaan was nog steeds niet helemaal hersteld van zijn blessure, maar reed - eveneens op Casal - de vijfde tijd. 

#### Trainingstijden
| Pos | Coureur           | Merk                | Tijd    |
| --- | ----------------- | ------------------- | ------- |
| 1.  | Jorge Martínez    | Nieto-Ducados-Derbi | 1"45'30 |
| 2.  | Stefan Dörflinger | LCR-Krauser         | 1"45'76 |
| 3.  | Manuel Herreros   | Nieto-Ducados-Derbi | 1"45'95 |
| 4.  | Gerhard Waibel    | LCR-Krauser         | 1"46'51 |
| 5.  | Alex Barros       | Arbizu-Casal        | 1"48'01 |
| 6.  | Hans Spaan        | JVC-HuVo-Casal      | 1"48'07 |
| 7.  | Karoly Juhasz     | Krauser             | 1"48'16 |
| 8.  | Luis Miguel Reyes | Campsa-Autisa       | 1"48'45 |
| 9.  | Hubert Abold      | Krauser             | 1"48'72 |
| 10. | Paolo Priori      | Krauser             | 1"48'88 |

### De race
Jorge Martínez en Gerhard Waibel liepen vanaf de start van de race meteen weg en bleven de hele wedstrijd duelleren om de eerste plaats. Na acht ronden kwam Martínez voor het eerst op kop. Stefan Dörflinger had zich na een matige start opgewerkt naar de derde plaats en sloot aan bij het leidende tweetal. Tegen het einde van de race ging zijn machine slechter lopen en in de voorlaatste ronde viel hij uit met ontstekingsproblemen. Nu streden Manuel Herreros, Ian McConnachie, Josef Fischer, Hubert Abold en Hans Spaan om de derde plaats. Martínez pakte op het laatst bijna een seconde voorsprong op tweede man Waibel, maar de achtervolgers finishten binnen 1,3 seconden van elkaar, met Herreros op de laatste podiumplaats. 

#### Uitslag 80cc-klasse
| Pos | Coureur            | Merk                | Tijd     | Grid | Punten |
| --- | ------------------ | ------------------- | -------- | ---- | ------ |
| 1   | Jorge Martínez     | Nieto-Ducados-Derbi | 28"12'31 | 1    | 15     |
| 2   | Gerhard Waibel     | LCR-Krauser         | 28"13'20 | 4    | 12     |
| 3   | Manuel Herreros    | Nieto-Ducados-Derbi | 28"44'22 | 3    | 10     |
| 4   | Josef Fischer      | LCR-Krauser         | 28"44'62 | 11   | 8      |
| 5   | Ian McConnachie    | LCR-Krauser         | 28"44'83 | 13   | 6      |
| 6   | Hans Spaan         | JVC-HuVo-Casal      | 28"45'16 | 6    | 5      |
| 7   | Hubert Abold       | Krauser             | 28"45'54 | 9    | 4      |
| 8   | Alex Barros        | Arbizu-Casal        | 29"12'39 | 5    | 3      |
| 9   | Luis Miguel Reyes  | Campsa-Autisa       | 29"12'62 | 8    | 2      |
| 10  | Juan Ramón Bolart  | Krauser             | 29"14'05 | 14   | 1      |
| 11  | Michael Gschwander | Seel                | 29"21'23 | 18   |        |
| 12  | Ralf Waldmann      | ERK                 | 29"23'86 | 15   |        |
| 13  | Richard Bay        | Ziegler             | 29"33'35 | 17   |        |
| 14  | Theo Timmer        | JVC-HuVo-Casal      | 29"40'50 | 23   |        |
| 15  | Heinz Paschen      | Casal               | 29"43'12 | 16   |        |
| 16  | Wilco Zeelenberg   | Casal               | 29"43'58 | 21   |        |
| 17  | Matthias Ehinger   | Krauser             | 29"52'02 | 25   |        |
| 18  | Peter Öttl         | Krauser             | 29"52'30 | 19   |        |
| 19  | Alojz Pavlič       | Seel                | 29"53'31 | 24   |        |
| 20  | Herri Torrontegui  | JJ Cobas            | 29"55'86 | 32   |        |
| 21  | Reiner Koster      | Kroko               | +1 ronde | 29   |        |
| 22  | Bert Smit          | Minarelli           | +1 ronde | 28   |        |
| 23  | Jos van Dongen     | Krauser             | +1 ronde | 36   |        |
| 24  | Chris Baert        | Seel                | +1 ronde | 35   |        |
| 25  | Hans Koopman       | Ziegler             | +1 ronde | 34   |        |
| 26  | Serge Julin        | Casal               | +1 ronde | 12   |        |

#### Niet gefinished
| Coureur            | Merk        | Oorzaak    | Grid |
| ------------------ | ----------- | ---------- | ---- |
| Seppe Bader        | Auer        |            | 30   |
| Paul Bordes        | RB          |            | 31   |
| Stefan Dörflinger  | LCR-Krauser | Ontsteking | 2    |
| Karoly Juhasz      | Krauser     | Val        | 7    |
| Rainer Kunz        | Kroko       |            | 31   |
| Jörg Seel          | Seel        |            | 27   |
| Raimo Lipponen     | Krauser     |            | 33   |
| Günter Schirnhofer | Krauser     |            | 26   |
| Janez Pintar       | Eberhardt   |            | 22   |
| Jean-Marc Velay    | Krauser     |            | 38   |

#### Niet gestart
| Coureur      | Merk    |
| ------------ | ------- |
| Paolo Priori | Krauser |
| René Dünki   | Krauser |

#### Niet gekwalificeerd
| Coureur          | Merk      |
| ---------------- | --------- |
| Otto Machinek    | H&M       |
| Thomas Engl      | GPE       |
| Mika-Sakari Komu | Eberhardt |
| Stuart Edwards   | Casal     |
| Erich Reuberger  | Hummel    |

### Top tien tussenstand 80cc-klasse
| Pos | Coureur           | Merk                | Ptn |
| --- | ----------------- | ------------------- | --- |
| 1   | Jorge Martínez    | Nieto-Ducados-Derbi | 57  |
| 2   | Gerhard Waibel    | LCR-Krauser         | 36  |
| 3   | Manuel Herreros   | Nieto-Ducados-Derbi | 33  |
| 4   | Stefan Dörflinger | LCR-Krauser         | 20  |
| 5   | Ian McConnachie   | LCR-Krauser         | 18  |
| 6   | Hubert Abold      | Krauser             | 13  |
| 7   | Àlex Crivillé     | Marlboro-Derbi      | 12  |
| 8   | Jörg Seel         | Seel                | 11  |
| 9   | Julián Miralles   | Marlboro-Derbi      | 10  |
| 9   | Luis Miguel Reyes | Campsa-Autisa       | 10  |
| 9   | Josef Fischer     | LCR-Krauser         | 10  |

## Zijspanklasse
Viervoudig wereldkampioen Rolf Biland had op 29 juni 1985 voor het laatst een Grand Prix gewonnen, de TT van Assen. Bij de Spaanse GP van dit jaar had hij poleposition, maar in de race viel hij uit en bij de Duitse GP wist hij zich door technische problemen niet eens te kwalificeren. In Oostenrijk kwam er eindelijk weer een zege.

### De training
Egbert Streuer had eindelijk carburateurs en de juiste sproeiers voor zijn motor met zelf ontwikkelde membraaninlaten en daarmee kwalificeerde hij zich op poleposition, voor Steve Webster en Rolf Biland. Theo van Kempen moest aanvankelijk bakkenist Geral de Haas missen, die op vrijdag naar Nederland reisde vanwege familieomstandigheden. Om van Kempen in staat te stellen in elk geval de juiste afstellingen te vinden stapte de Belgische 80cc-coureur Chris Baert in het zijspan. Toen De Haas weer terug was reed hij met Van Kempen de tiende trainingstijd. Ook Alfred Zurbrügg reed met een vervangende bakkenist voor zijn geblesseerde broer Martin. Na het minder succesvolle optreden met Andreas Räcke vertrouwde hij nu op de zeer ervaren Simon Birchall, met wie hij zich als zesde kwalificeerde. 

#### Trainingstijden
| Pos | Coureur          | Bakkenist          | Merk                    | Tijd    |
| --- | ---------------- | ------------------ | ----------------------- | ------- |
| 1.  | Egbert Streuer   | Bernard Schnieders | Lucky Strike-LCR-Yamaha | 1"26'94 |
| 2.  | Steve Webster    | Tony Hewitt        | Fowler-LCR-Krauser      | 1"27'23 |
| 3.  | Rolf Biland      | Kurt Waltisperg    | LCR-Krauser             | 1"27'33 |
| 4.  | Markus Egloff    | Urs Egloff         | LCR-Yamaha              | 1"27'89 |
| 5.  | Alain Michel     | Jean-Marc Fresc    | ELF-LCR-Krauser         | 1"28'14 |
| 6.  | Alfred Zurbrügg  | Simon Birchall     | LCR-Yamaha              | 1"29'25 |
| 7.  | Steve Abbott     | Shaun Smith        | Windle-Yamaha           | 1"29'60 |
| 8.  | Masato Kumano    | Markus Fährni      | LCR-Yamaha              | 1"29'77 |
| 9.  | Rolf Steinhausen | Bruno Hiller       | Busch-Yamaha            | 1"29'81 |
| 10. | Theo van Kempen  | Geral de Haas      | Lucky Strike-LCR-Yamaha | 1"30'17 |

### De race
Vanaf de start namen vier combinaties de leiding: Rolf Biland/Kurt Waltisperg, Alain Michel/Jean-Marc Fresc, Egbert Streuer/Bernard Schnieders, en Steve Webster/Tony Hewitt. Op enige afstand volgden Rolf Steinhausen/Bruno Hiller met hun inmiddels toch wat verouderde Busch-Yamaha, de enige combinatie met een rechts zijspan. Omdat de Salzburgring een echt slipstreamcircuit was, wisselden de posities voorin voortdurend, met Streuer wat afwachtend steeds op de derde of de vierde plaats. Dat hield hij vol tot hij zag dat Biland een kleine voorsprong opbouwde. Toen sloot Streuer op de tweede plaats aan. Toch kon Biland loskomen, toen Streuer verwikkeld raakte in het gevecht om de tweede plaats met Alain Michel. Uiteindelijk kwam Streuer ook los van Michel, maar Biland was niet meer te achterhalen. 

#### Uitslag zijspanklasse
| Pos | Coureur          | Bakkenist          | Merk                    | Tijd     | Punten |
| --- | ---------------- | ------------------ | ----------------------- | -------- | ------ |
| 1   | Rolf Biland      | Kurt Waltisperg    | LCR-Krauser             | 32"15'43 | 15     |
| 2   | Egbert Streuer   | Bernard Schnieders | Lucky Strike-LCR-Yamaha | 32"18'90 | 12     |
| 3   | Alain Michel     | Jean-Marc Fresc    | ELF-LCR-Krauser         | 32"19'89 | 10     |
| 4   | Steve Webster    | Tony Hewitt        | Fowler-LCR-Krauser      | 32"30'97 | 8      |
| 5   | Wolfgang Stropek | Hans-Peter Demling | LCR-Krauser             | 33"19'68 | 6      |
| 6   | Masato Kumano    | Markus Fährni      | LCR-Yamaha              | 33"19'90 | 5      |
| 7   | Alfred Zurbrügg  | Simon Birchall     | LCR-Yamaha              | 33"27'48 | 4      |
| 8   | Derek Jones      | Brian Ayres        | LCR-Yamaha              | 33"27'77 | 3      |
| 9   | Pascal Larratte  | Jacques Corbier    | LCR-Yamaha              | 33"34'02 | 2      |
| 10  | Theo van Kempen  | Geral de Haas      | Lucky Strike-LCR-Yamaha | 33"35'02 | 1      |
| 11  | Barry Brindley   | Graham Rose        | Windle-Yamaha           |          |        |
| 12  | Markus Egloff    | Urs Egloff         | LCR-Yamaha              |          |        |
| 13  | Bernd Scherer    | Wolfgang Gess      | BSR-Yamaha              |          |        |
| 14  | Luigi Casagrande | Adolf Hänni        | LCR-Yamaha              |          |        |
| 15  | Thomas           | Onbekend           | Onbekend                |          |        |

#### Niet gefinished
| Coureur          | Bakkenist    | Merk         | Oorzaak | Grid |
| ---------------- | ------------ | ------------ | ------- | ---- |
| Rolf Steinhausen | Bruno Hiller | Busch-Yamaha |         | 9    |

#### Niet deelgenomen
| Coureur      | Bakkenist   | Merk       | Oorzaak   |
| ------------ | ----------- | ---------- | --------- |
| Derek Bayley | Brian Nixon | LCR-Yamaha | Blessures |

### Top tien tussenstand zijspanklasse
| Pos | Coureur         | Bakkenist                                    | Merk                    | Ptn. |
| --- | --------------- | -------------------------------------------- | ----------------------- | ---- |
| 1   | Steve Webster   | Tony Hewitt                                  | LCR-Krauser             | 38   |
| 2   | Alain Michel    | Jean-Marc Fresc                              | ELF-LCR-Krauser         | 32   |
| 3   | Egbert Streuer  | Bernard Schnieders                           | Lucky Strike-LCR-Yamaha | 24   |
| 4   | Rolf Biland     | Kurt Waltisperg                              | LCR-Krauser             | 15   |
| 5   | Alfred Zurbrügg | Martin Zurbrügg Andreas Räcke Simon Birchall | LCR-Yamaha              | 14   |
| 6   | Steve Abbott    | Shaun Smith                                  | Windle-Yamaha           | 12   |
| 7   | Masato Kumano   | Andreas Räcke en Markus Fährni               | LCR-Yamaha              | 10   |
| 8   | Theo van Kempen | Geral de Haas                                | Lucky Strike-LCR-Yamaha | 9    |
| 9   | Derek Bayley    | Brian Nixon                                  | LCR-Yamaha              | 8    |
| 9   | Derek Jones     | Simon Birchall en Brian Ayres                | LCR-Yamaha              | 8    |

## Trivia

### Eindelijk resultaat
Niall Mackenzie scoorde eindelijk een langverwachte podiumplaats. Tot dit moment had hij eigenlijk nog niet beter gepresteerd dan in het seizoen 1986, toen hij nog met een verouderde Suzuki RG 500 reed. Met de veel snellere Honda NSR 500 had men eigenlijk betere resultaten verwacht en daarom was de derde plaats een verademing zowel voor Mackenzie als voor teambaas Roberto Gallina. 

### Richard Scott
Richard Scott mocht de Roberts-Lucky Strike-Yamaha van de geblesseerde Mike Baldwin inzetten en reed in de natte trainingen erg snel. Hij viel echter over een motorfiets van een gevallen Oostenrijkse privérijder, waarbij hij de Yamaha bijna volledig afschreef. Scott hield er zelf een gekneusde heup aan over en in dat licht bezien waren zijn 15e trainingstijd en 11e plaats in de race heel verdienstelijk.

### 125cc-eencilinders
1987 was het laatste jaar dat er in de 125cc-klasse met tweecilinders gereden mocht worden. Honda voorzag daarom Ezio Gianola en Hubert Abold van Honda RS 125 eencilinder-productieracers. Zij konden geen indruk maken met de 26e en de 33e trainingstijd. MBA had aanvankelijk Hans Spaan ingehuurd om met het 125cc-eencilinder prototype te rijden, maar door diens blessure was hij steeds vervangen door Ian McConnachie. Nu Spaan weer enigszins fit was reed hij echter alleen met de 80cc-HuVo-Casal, maar McConnachie startte ook niet met de MBA. 

### Bakkenisten
Een aantal zijspanrijders moest terugvallen op vervangende bakkenisten. Alfred Zurbrügg miste zijn broer Martin, die in de training van de GP van Duitsland zijn voet gebroken had. Martin was in die race vervangen door Andreas Räcke, maar dat was geen succes. In Oostenrijk reed Alfred met de meer ervaren Simon Birchall, die al met Mick Harvey, Dave Saville, Mick Barton, Frank Wrathall en Derek Jones gewerkt had. Birchall was beschikbaar omdat Jones weer kon beschikken over zijn vaste bakkenist Brian Ayres. Theo van Kempen moest op vrijdag Geral de Haas missen, die wegens familieomstandigheden terug naar Nederland moest. Van Kempen werd geholpen door de Belgische politieagent en 80cc-rijder Chris Baert, die bereid was in het zijspan plaats te nemen zodat Van Kempen in elk geval een tiental ronden kon rijden om zijn zijspancombinatie af te stellen. Bij de kwalificatietrainingen op zaterdag was De Haas weer terug. 
1927 · 1928 · 1929 · 1930 · 1947 · 1948 · 1950 · 1951 · 1952 · 1953 · 1954 · 1955 · 1956 · 1957 · 1958 · 1959 · 1960 · 1961 · 1962 · 1963 · 1964 · 1965 · 1966 · 1967 · 1968 · 1969 · 1970 · 1971 · 1972 · 1973 · 1974 · 1975 · 1976 · 1977 · 1978 · 1979 · 1981 · 1982 · 1983 · 1984 · 1985 · 1986 · 1987 · 1988 · 1989 · 1990 · 1991 · 1993 · 1994 · 1996 · 1997 · 2016 · 2017 · 2018 · 2019 · 2020 · 2021 · 2022 · 2023 · 2024 · 2025